# قوشاتپه (همدان)
قوشاتپه در شهرستان همدان، بخش شراء، دهستان شور دشت، ۷۰۰ متری شمال غرب روستای خیرآباد واقع شده و این اثر در تاریخ ۱۸ اسفند ۱۳۸۷ با شمارهٔ ثبت ۲۵۱۳۶ به‌عنوان یکی از آثار ملی ایران به ثبت رسیده است.